# Kipriaki Omospondia Podosferu
Kipriaki Omospondia Podosferu (KOP, gr. Κυπριακή Ομοσπονδία Ποδοσφαίρου, KOP) – ogólnokrajowy związek sportowy działający na terenie Cypru, będący jedynym prawnym reprezentantem cypryjskiej piłki nożnej, zarówno mężczyzn, jak i kobiet, we wszystkich kategoriach wiekowych w kraju i za granicą. Został założony w 1934 roku; w 1948 roku przystąpił do FIFA; w 1962 do UEFA.